# در باب طبیعت خدایان
در باب طبیعت خدایان (به لاتین: De Natura Deorum) یک گفتگوی فلسفی از فیلسوف شک‌گرای رومی سیسرون است که در ۴۵ پیش از میلاد نوشته شده است. این اثر در سه کتاب ارائه شده است که دیدگاه‌های کلامی فلسفه‌های هلنیستی اپیکوریسم، رواقی‌گری و شک‌گرایی آکادمیک را مورد بحث قرار می‌دهد.

## نگارش
در باب طبیعت خدایان به گروهی از آثار فلسفی تعلق دارد که سیسرون دو سال پیش از مرگش در سال ۴۳ پیش از میلاد نوشت. او در آغاز در باب طبیعت خدایان اظهار می‌کند که این آثار را هم به‌عنوان تسکینی بر انفعال سیاسی که به‌دلیل تفوقژولیوس سزار به آن دچار شده بود، و هم برای حواس‌پرتی از غم و اندوه ناشی از مرگ دخترش تولیا نوشته است.
قرار است این گفتگو در رم و در خانه گایوس اورلیوس کوتا برگزار شود. در این گفتگو کوتا به‌عنوان پاپ ظاهر می‌شود، نه کنسول. او کمی پس از ۸۲ پیش از میلاد به مقام پاپی و در ۷۵ پیش از میلاد به مقام کنسولی منصوب شد، و از آن‌جایی که سیسرون، که به‌عنوان شنونده در این گفتگو حضور دارد، تا سال ۷۷ پیش از میلاد از آتن برنگشت، تاریخ خیالی آن را می‌توان بین سال‌های ۷۷ و ۷۵ پیش از میلاد، زمانی که سیسرون حدود سی سال و کوتا حدود چهل و هشت سال داشت، تعیین کرد.
این کتاب حاوی ابهام‌ها و تناقض‌های مختلفی است که نشان می‌دهد احتمالاً هرگز توسط سیسرون مورد تجدیدنظر قرار نگرفته و تا پس از مرگش منتشر نشده است. سیسرون برای محتوا، بیشتر از منابع یونانی قدیمی‌تر وام گرفته است. چینش شتاب‌زده سیسرون از مراجعی که مستقل از یکدیگر نوشته شده‌اند، به این معنی است که اثر فاقد انسجام است، و نکاتی که توسط یک گوینده مطرح می‌شود، گاهی اوقات توسط گویندگان بعدی رد نمی‌شود.

## محتوا
این گفتگو توسط خود سیسرون روایت می‌شود، هرچند او نقش فعالی در بحث ندارد. گایوس ولیوس نماینده مکتب اپیکوری است، کوینتوس لوسیلیوس بالبوس از رواقیون دفاع می‌کند، و گایوس کوتا از شک‌گرایی آکادمیک خود سیسرون سخن می‌گوید. کتاب اول این گفتگو شامل مقدمه سیسرون، دفاع ولیوس از الهیات اپیکوری و انتقاد کوتا از اپیکوریسم است. کتاب دوم بر توضیح و دفاع بالبوس از الهیات رواقی تمرکز دارد. کتاب سوم انتقاد کوتا از ادعاهای بالبوس را مطرح می‌کند. نتیجه‌گیری‌های سیسرون مبهم و خاموش است، «یک استراتژی [بر مبنای] گشودگی متمدنانه»؛ با این حال، او نتیجه می‌گیرد که ادعاهای بالبوس، به نظر او، بیشتر به حقیقت نزدیک است.

### کتاب اول
در کتاب اول، سیسرون از خانه کوتا، پونتیفکس ماکسیموس، بازدید می‌کند و در آنجا کوتا را به همراه ولیوس، سناتور و اپیکوری، و بالبوس، حامی رواقیون، می‌یابد. کوتا خود یک شک‌گرا است و به سیسرون اطلاع می‌دهد که آن‌ها در مورد ماهیت خدایان بحث می‌کردند. ولیوس در حال بیان نظرات اپیکور در این مورد بود. از ولیوس خواسته می‌شود پس از خلاصه کردن آنچه قبلاً گفته بود، به استدلال‌های خود ادامه دهد. گفتمان ولیوس از سه بخش تشکیل شده است: تاختن به کیهان‌شناسی افلاطونی و رواقی؛ مروری تاریخی بر فیلسوفان پیشین؛ و شرحی بر الهیات اپیکوری. ولیوس این فرض را که خلقت جهان در یک دوره زمانی خاص رخ داده است، دشوار می‌داند و انگیزه احتمالی یک خدا را در انجام این کار زیر سؤال می‌برد. بخش تاریخی (۱۰-۱۵) پر از نادرستی‌ها و تحریف‌هاست که احتمالاً خود سیسرون از آن‌ها بی‌اطلاع بوده است، زیرا بعداً کوتا را به تعریف این روایت وامی‌دارد. هدف ولیوس این است که نشان دهد ایده اپیکوری از خدا به‌عنوان موجودی کاملاً سعادتمند، ابدی، برخوردار از عقل و در قالب انسان، تنها ایده قابل دفاع است و سایر نظرات متفاوت، دلیلی بر بی‌ارزشی آن‌ها تلقی می‌شود. در ادامه کتاب، کوتا به مواضع ولیوس در مورد شکل خدایان و معافیت آن‌ها از خلقت و مشیت می‌تازد.

### کتاب دوم
در کتاب دوم، بالبوس موضع رواقیون در مورد خدایان را بیان می‌کند. او به شکوه جهان و رواج باور اشاره می‌کند و به ظهور مکرر خدایان در تاریخ اشاره می‌کند. بالبوس پس از اشاره به عمل پیش‌گویی کلئانتس در مورد چگونگی القای ایده خدایان در ذهن مردم می‌پردازد: ۱) آگاهی پیشین از وقایع آینده؛ ۲) مزایای بزرگی که نسبت به طبیعت داریم؛ ۳) وحشتی ذهنی که از رعد و برق، طوفان و مانند آن متأثر می‌شود؛ ۴) و نظم و ترتیب در جهان. بالبوس همچنین ادعا می‌کند که جهان یا کیهان و اجزای آن، دارای عقل و خرد هستند. او در پایان در مورد خلقت جهان و مشیت خدایان بحث می‌کند و «این‌که جهانی با این همه زیبایی، بتواند به‌طور تصادفی یا با تجمع تصادفی اتم‌ها شکل گرفته باشد» (برهان نظم) را انکار می‌کند. مسئله چگونگی توجیه وجود بدبختی و فاجعه در جهانی که با مشیت الهی اداره می‌شود (مسئله شر) تنها در پایان کتاب به‌طور شتابزده مطرح می‌شود.

### کتاب سوم
کوتا در کتاب سوم، آموزه‌های بالبوس را رد می‌کند. بخش بزرگی از این کتاب، احتمالاً بیش از یک سوم، از بین رفته است. کوتا ظهور خدایان را با داستان‌های بی‌معنی نشان می‌دهد. پس از آن، شکافی در متن ایجاد می‌شود که کوتا پس از آن به چهار علت کلئانتس می‌تازد. کوتا ایده‌های رواقی در مورد عقل نسبت‌داده‌شده به جهان و اجزای آن را رد می‌کند. ده فصل (۱۶ تا ۲۵) به بحثی نامتناسب و طولانی در مورد اسطوره‌شناسی اختصاص داده شده است، و مثال‌ها به‌طور نامتناسبی بیشتر شده‌اند. در ادامه، شکاف بزرگ دیگری در متن وجود دارد که در پایان آن، کوتا به نظریه مراقبت الهی از انسان‌ها حمله می‌کند. سیسرون می‌گوید: «مکالمه در این‌جا پایان یافت و ما از هم جدا شدیم. ولیوس حکم داد که استدلال‌های کوتا درست‌ترین استدلال‌ها هستند، اما به نظر من احتمال درستی استدلال‌های بالبوس بیشتر است.»

## تأثیر
نویسندگان مسیحی ترتولیان، مینوسیوس فلیکس، لاکتانتیوس و آگوستین با در باب طبیعت خدایان آشنا بودند.
این اثر، در کنار در باب مقامات و درباره پیشگویی، تأثیر بسیار زیادی بر فیلسوفان قرن هجدهم داشت. دیوید هیوم با این اثر آشنا بود و از آن برای نگارش کتاب گفتگوها در باب دین طبیعی استفاده کرد. ولتر در باب طبیعت خدایان سیسرون و مباحثات توسکولان را «دو کتاب از زیباترین کتاب‌هایی که تاکنون توسط خرد بشر خلق شده‌اند» توصیف کرد.
در سال ۱۸۱۱ کتاب چهارمی توسط شخصی به نام «پی. سرافینوس» در بولونیا «کشف» و منتشر شد. در این کتاب ساختگی، سیسرون نکات بسیاری را مطرح می‌کند که با اصول عقاید مسیحی و کاتولیک سازگار است و حتی به نفع مرجعیتی معادل مقام پاپ استدلال می‌کند.

## تحقیق
این متن منبع مهمی برای دیدگاه‌های اپیکوری، رواقی و شک‌گرایی آکادمیک در مورد دین و الهیات است، زیرا متون اولیه اندک باقی‌مانده در این مباحث را تکمیل می‌کند.
بحث‌های داغ علمی بر روی بحث این متن در صفحات ۴۳-۴۴ در کتاب اول، در مورد چگونگی «وجود» خدایان اپیکوری وجود دارد؛ برای مثال، دیوید سدلی معتقد است که اپیکوری‌ها، همان‌طور که در این متن و جاهای دیگر نشان داده شده‌اند، فکر می‌کنند که «خدایان، آرمان‌گرایی تصویری خود ما از زندگی‌ای هستند که آرزویش را داریم»، درحالی‌که دیوید کنستان معتقد است که «خدایان اپیکوری واقعی هستند، به این معنا که آن‌ها به‌عنوان ترکیبات اتمی وجود دارند و دارای خواصی هستند که مربوط به مفهوم یا پرولپسیس است که مردم از آن‌ها دارند.»

## متن کتاب
- مارکوس تولیوس سیسرون در باب طبیعت خدایان به مارکوس بروتوس، کتاب اول (به لاتین)
- مارکوس تولیوس سیسرون در باب طبیعت خدایان، کتاب دوم (به لاتین)
- مارکوس تولیوس سیسرون در باب طبیعت خدایان تا مارکوس بروتوس، کتاب سوم (به لاتین)
- در باب طبیعت خدایان، سه کتاب (جلد ض) (کمبریج، انتشارات دانشگاه ۱۸۸۰-۱۸۸۵) (به لاتین)
- در باب طبیعت خدایان، سه کتاب (جلد ۲) (کمبریج، انتشارات دانشگاه ۱۸۸۰-۱۸۸۵) (به لاتین)
- در باب طبیعت خدایان، سه کتاب (جلد ۳) (کمبریج، انتشارات دانشگاه ۱۸۸۰–۱۸۸۵) (به لاتین)